# Partita pour violon seul no 3 de Bach
La 3e Partita pour violon seul en mi majeur, BWV 1006, est une partita pour violon composée par Johann Sebastian Bach vers 1720.
Elle est composée des mouvements suivants :
1. Preludio ;
2. Loure ;
3. Gavotte en Rondeau ;
4. Menuet I ;
5. Menuet II ;
6. Bourrée ;
7. Giga.

Son exécution dure environ 20 minutes.
Le prélude est le mouvement le plus souvent joué. Il demande une technique d'archet avancée, est rapide (allegro) et n'est composé pratiquement que de doubles-croches. Il comprend des passages en « campanella », effet dans lequel la même note (mi) est successivement jouée sur deux cordes différentes, à vide et voisine avec doigté, donc avec un timbre différent et une résonance qui peut évoquer une clochette (campanella en italien). 
Cet effet est également produit dans les transcriptions pour luth et pour guitare. Le prélude a aussi été transcrit par Bach pour orgue seul avec orchestre de cordes, trois trompettes, timbales et deux hautbois dans l'ouverture de Wir danken dir, Gott, wir danken dir, BWV 29.
La partita entière a été transcrite par Bach lui-même pour luth seul, et est enregistrée sous le numéro de catalogue BWV 1006a. 
Elle est aujourd'hui aussi régulièrement jouée sur guitare classique.
La Gavotte en Rondeau fait partie du Voyager Golden Record.
En 1933, Sergueï Rachmaninov transcrit pour piano trois des mouvements de la partita et enregistre le prélude, la gavotte et la gigue (TN 111/1).